# Помело (прилад)

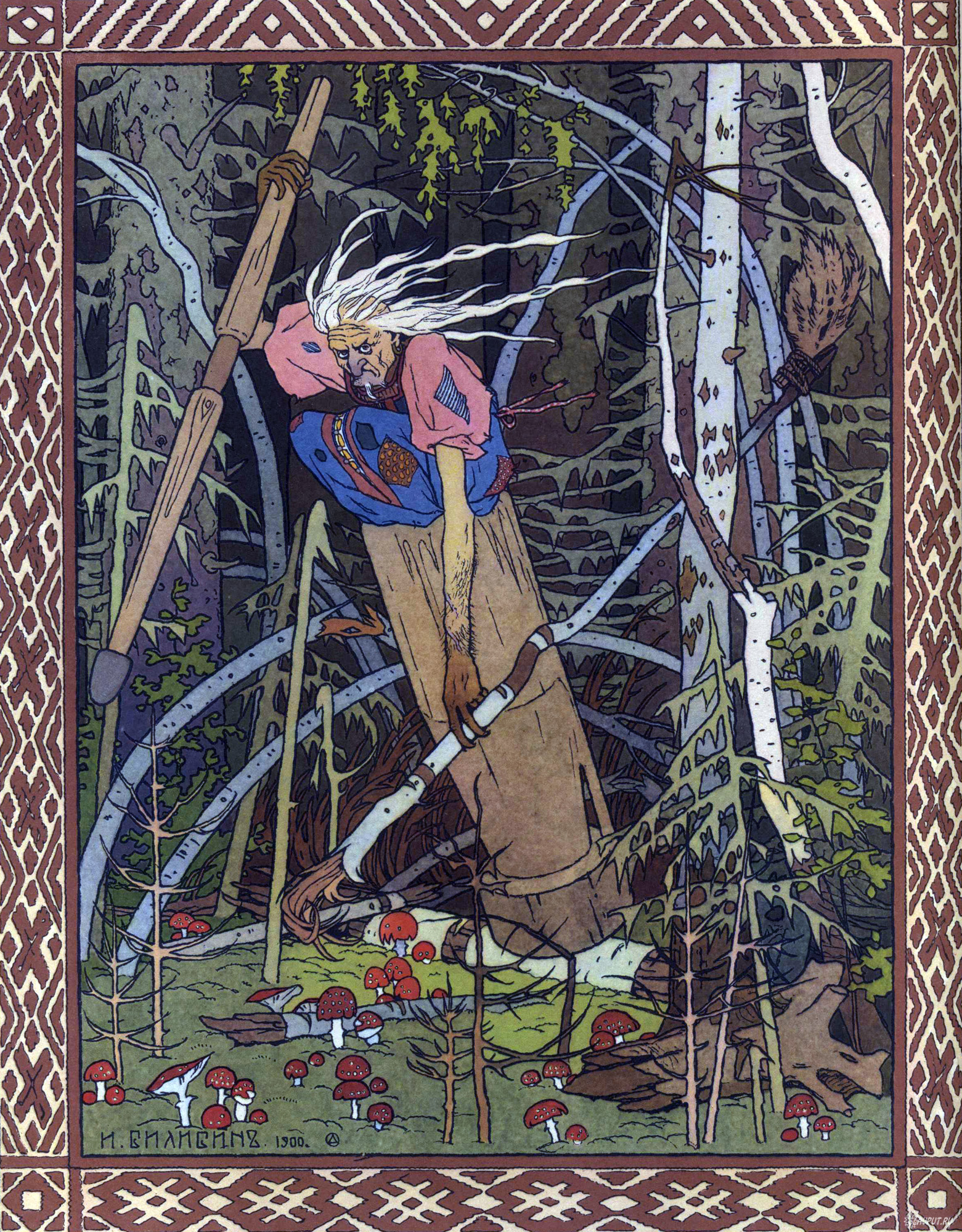
Помело в лівій руці Баби-Яги на ілюстрації І. Я. Білібіна

Помело́ — палиця з прив'язаним до неї на кінці пучком хвойних гілок, ганчірок. Призначена для вимітання золи з печей, для прочищання димоходів. Іноді «помелом» називають звичайну мітлу.

## У культурі
Помело тісно пов'язане з піччю, тому піч чистили тільки помелом, ніколи не вживаючи для цього хатній віник, бо це вважалося гріхом. З другого боку, помело асоціюється з нечистою силою, відьмою, є одним з атрибутів Баби-Яги (поряд з товкачем і ступою). За повір'ями, відьми літають на помелі, пор. у М. П. Стельмаха: «Тут уже й гості почали злітатися: хто у вікна на помелі скаче, хто в двері на лопаті суне». Відома також лайка «Відьмине помело!».
«Помелом» також називали слабохарактерну людину, якою помикають: «Прийшло помело, що у віхтя в гостях було».
Прислів'я

Слово — не полова, а язик — не помело
"Не язик  — а помело" (про тих хто багато і бездумно триндить)